# Gournay-sur-Aronde
Gournay-sur-Aronde ist eine französische Gemeinde mit 535 Einwohnern (Stand 1. Januar 2022) im Département Oise in der Region Hauts-de-France (bis 2015 Picardie). Sie gehört zum Arrondissement Compiègne und zum Gemeindeverband Pays des Sources. und liegt am Ufer des Flusses Aronde.

## Lage
Die Gemeinde Gournay-sur-Aronde liegt an der Aronde, zehn Kilometer nordwestlich von Compiègne. Umgeben wird Gournay-sur-Aronde von den Nachbargemeinden Lataule und Cuvilly im Norden, Ressons-sur-Matz im Nordosten, Antheuil-Portes im Osten, Monchy-Humières und Montmartin im Südosten, Hémévillers im Süden, Moyenneville im Südwesten sowie Neufvy-sur-Aronde im Westen. Durch den Osten des Gemeindegebietes von Gournay-sur-Aronde führt die Autoroute A1.

## Bevölkerungsentwicklung
| Jahr                       | 1962 | 1968 | 1975 | 1982 | 1990 | 1999 | 2010 | 2021 |
| -------------------------- | ---- | ---- | ---- | ---- | ---- | ---- | ---- | ---- |
| Einwohner                  | 573  | 554  | 513  | 513  | 544  | 581  | 601  | 537  |
| Quellen: Cassini und INSEE |      |      |      |      |      |      |      |      |

## Vorgeschichte
Archäologen fanden heraus, dass Pferde getötet und ihre Körper in einigen gallischen und britischen Heiligtümern sorgfältig begraben wurden. In Gournay-sur-Aronde ließ man Tiere verwesen, bevor man ihre Knochen zusammen mit zerbrochenen Waffen rund um das Heiligtums begrub. Dies wurde in Abständen von etwa zehn Jahren wiederholt. Einige Stämme begruben Pferde und Hunde (Pferdebestattungen von Villedieu-sur-Indre) in Gruben.

## Sehenswürdigkeiten
- keltisches Heiligtum, das als Referenz für das 3. Jahrhundert v. Chr. gilt
- Schloss Gournay, dessen prächtige Gärten und Kanäle aber verschwunden sind
- Kirche Notre-Dame, im 19. Jahrhundert umgebaut; dort werden Reliquien von Saint-Maur aufbewahrt. Es geht auf ein 1086 gegründetes Priorat zurück, in dessen angrenzendem Teil sich die Pfarrkirche befand, die 1636 von den Spaniern zerstört wurde

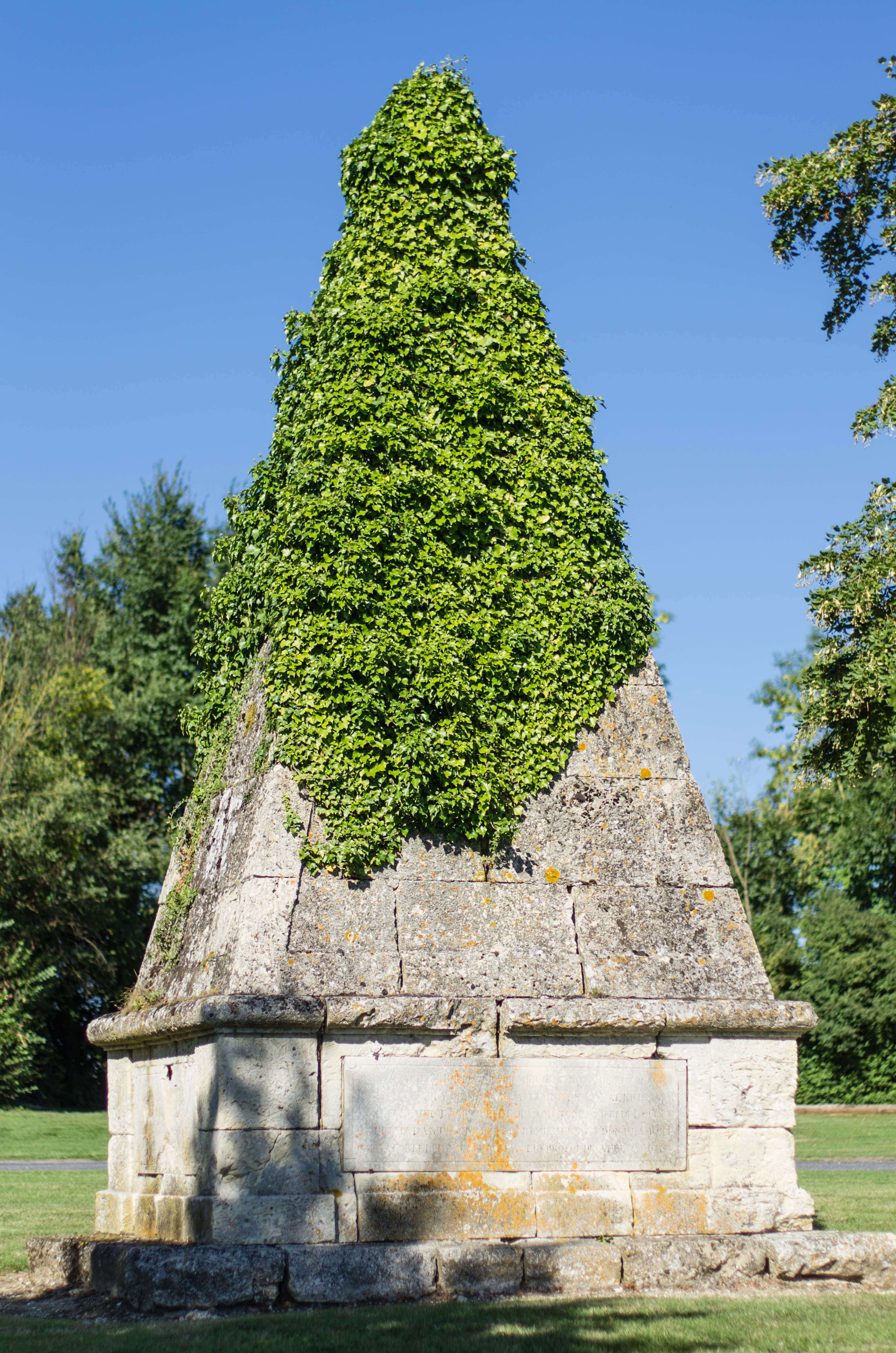
Grabmal einer Madame Jarry de Mancy

- Kapelle Saint-Maur
- Wasserturm